# Jeunes Filles de Vienne
Pour plus de détails, voir Fiche technique et Distribution.
Jeunes Filles de Vienne (Wiener Mädeln) est un film biographique musical est- et ouest-allemand réalisé par Willi Forst et sorti en 1949.
Ce dernier film produit en 1944 en Autriche sous le régime national-socialiste était, au début du tournage, la première production en couleur de la Wien-Film. Le film ne sortit cependant qu'en 1949 et fut ainsi le dernier des huit « Überläufer » en Autriche, c'est-à-dire des films produits pendant le nazisme, mais dont la sortie n'a finalement eu lieu qu'après-guerre, en 1949 en deux versions distinctes. L'une a été exploitée par Sovexportfilm, soutenue par l'Union soviétique en Allemagne de l'Est, et l'autre par Willi Forst-Film en Allemagne de l'Ouest.

## Synopsis
Dans le générique du film, on peut lire : « Le film a été imaginé, écrit et mis en scène par Willi Forst. Dédié à la mémoire de Carl Michael Ziehrer ». Le musicien et compositeur Carl Michael Ziehrer, qui travaille le jour dans le magasin de chapeaux de son père, a un soir l'occasion de diriger ses compositions dans les salles Diana à Vienne. Les sœurs Munk, Mitzi en tête, provoquent une énorme ovation. La nuit suivante, Ziehrer compose la valse Wiener Mädeln (Weaner Mad'ln) et dédie l'œuvre aux jeunes femmes.
Par hasard, Ziehrer doit livrer un chapeau le lendemain dans la maison Munk et y rencontre pour la première fois Klara, l'aînée des quatre sœurs. Ziehrer est immédiatement amoureux, mais il est rejeté.
Lors d'un bal, il doit présenter une composition, Klara le soutenant par son chant. Mais le jeune musicien refuse de jouer Roses du Sud de Johann Strauss le jeune. Klara annonce alors sans hésiter ses fiançailles avec le comte Lechenberg.
Lorsque Klara, entre-temps mariée à Lechenberg, apprend quelque temps plus tard qu'elle doit l'action de Ziehrer à un rendez-vous avec l'agent artistique Paradeiser, elle envoie Mitzi. La sœur n'a pas droit à la parole chez Paradeiser, doit passer une audition et est engagée sous le nom d'artiste de Marianne Edelmann. À Berlin, Ziehrer rencontre Mitzi. Les deux travaillent désormais ensemble. Lorsqu'ils commencent à faire parler d'eux, ils se marient.
Lors d'une exposition à Kristiania (Oslo), Ziehrer rencontre à nouveau Klara. Comme elle pense avoir fait le mauvais choix dans des situations décisives de sa vie, Ziehrer lui assure que son mari a encore une grande carrière de diplomate devant lui et qu'elle et Mitzi ont pris la bonne décision concernant leur mariage. Klara et Mitzi chantent les Wiener Mädeln lors de l'exposition de Ziehrer et l'aident, lui et son orchestre, à remporter une victoire contre le musicien John Cross.

## Fiche technique
- Titre français : Jeunes Filles de Vienne[2]
- Titre original allemand : Wiener Mädeln[3]
- Réalisateur : Willi Forst
- Scénario : Franz Gribitz (de)
- Photographie : Jan Stallich
- Montage : Hans Wolff, Hermann Leitner, Josefine Ramerstorfer
- Musique : Carl Michael Ziehrer, Johann Strauss (fils), Stephen Foster, John Philip Sousa
  - Arrangement musical : Willy Schmidt-Gentner, Karl Pauspertl
- Sociétés de production : Willi Forst-Film (version Forstfilm) ; Linse-Film A.-G. (version Sovexport)
- Pays de production :  Allemagne de l'Est -  Allemagne de l'Ouest
- Langues originales : allemand
- Format : Noir et blanc - 1,37:1 - Son mono - 35 mm
- Durée : 113 minutes
- Genre : film biographique musical
- Dates de sortie :
  - Allemagne de l'Est : 12 août 1949
  - France : septembre 1949 (Festival de Cannes 1949)
  - Allemagne de l'Ouest : 3 février 1950

## Distribution
- Grethe Weiser : Mizzi Lorenz
- Bruni Löbel : Hanni
- Curd Jürgens : Commissaire
- Michael Janisch : Ferry
- Peter Preses : Porfiropoulos
- Rudolf Carl : Hugo
- Harry Fuss : Gustl
- Edith Mill : Lilly
- Hugo Gottschlich : Engelbert
- Hans Putz : Willy
- Hermann Erhardt : Otto
- Kurt Sowinetz : Franz
- Fritz Muliar : Egon
- Marcel André : Alois

## Production
Le tournage de Gangsterpremiere a débuté le 16 juillet 1951 et s'est terminé en septembre de la même année. Le tournage a eu lieu à Vienne et dans les ateliers de Thalerhof (Graz). La première a eu lieu dans trois cinémas viennois le 26 octobre 1951. En Allemagne, on a pu voir le film depuis sa première à Krefeld le 25 décembre 1951.